# Tiptoe Through the Tulips

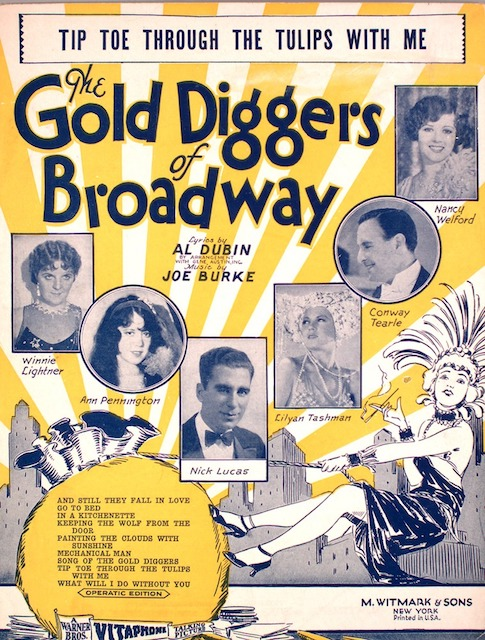
Capa de "Tip Toe Through The Tulips With Me".

"Tiptoe Through the Tulips", também conhecida como "Tip Toe Through the Tulips with Me", é uma música popular publicada em 1929. A música foi escrita por Al Dubin (letra) e Joe Burke (música) e ficou famosa pelo guitarrista Nick Lucas. Em 5 de fevereiro de 1968, o cantor Tiny Tim tornou a música um sucesso ao cantá-la no popular programa de televisão estadunidense Rowan & Martin's Laugh-In. A versão de Tim foi lançada em abril de 1968 em seu álbum God Bless Tiny Tim e alcançou a décima sétima posição nas paradas dos Estados Unidos naquele ano.